# 謝爾多布斯克區

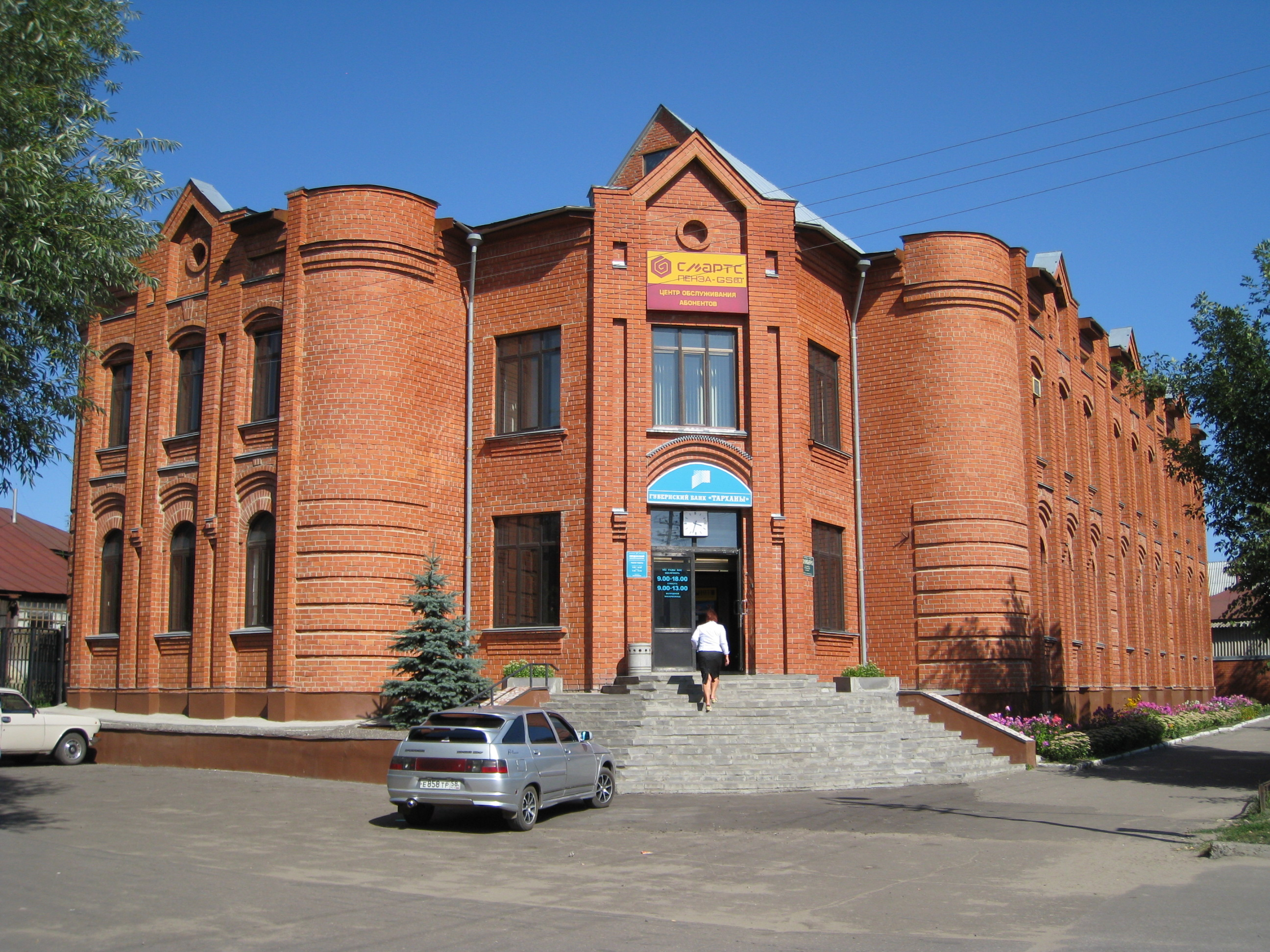

52°28′N 44°13′E / 52.467°N 44.217°E
謝爾多布斯克區（俄语：Сердобский район），是俄羅斯的一個區，位於該國西南部，由奔薩州負責管轄，面積1,695平方公里，2010年該區人口54,520，人口密度每平方公里32.17人。